# 巴特寮
巴特寮（羅馬化：Pathet Lao，直译：老挝国）是活动于1950年－1975年的老挝自由民族统一战线和老挝爱国战线的统称。1950年8月13日，苏发努冯亲王创建政治组织老挝自由民族统一战线；1956年1月6日，改组为老挝爱国战线，成为老挝人民党的统一战线组织。1975年，老挝爱国战线夺取老挝政权并建立老挝人民民主共和国。1979年，改组为老挝建国阵线。狭义上，“巴特寮”是1950年-1965年老挝共产主义者对其军事武装的自称。广义上（国际上），则用“巴特寮”泛称老挝共产主义运动。

## 历史
1945年，印度支那的日军发动三九政变，推翻了法国殖民政府，事实上控制了印度支那，安排国王西萨旺·冯于1945年3月9日宣布琅勃拉邦加入大东亚共荣圈，于4月8日发表独立宣言宣布老挝独立建国。1945年8月15日，第二次世界大战结束，原本控制印度支那的日本无条件投降。1945年8月18日老挝人民和爱国武装力量在全国各地举行了反日起义，从日本侵略者手里夺回了老挝政权。8月30日，国王西萨旺·冯宣布琅勃拉邦继续作为法国的保护领。9月1日，首相佩差拉亲王在万象宣布法国对老挝的保护国条约失效，因为法国没有保护得了老挝避免日本的占领，老挝独立。他曲、沙湾拿吉、沙拉湾、占巴塞等南部各省同意参加统一的老挝。于是在9月14日，首相佩差拉亲王宣布组建寮国自由民族统一战线(简称“伊沙拉”)作为社会政治组织，宗旨是反对法国殖民统治卷土重来，维护老挝独立自主。:p.1039月17日国王西萨旺·冯公开斥责宣布独立的佩差拉亲王，宣称继续接受法国保护。10月10日住在沙湾拿吉的国王西萨旺·冯通电解除佩差拉亲王的副王和首相的职务，并宣布恢复到法国殖民统治状态。佩差拉亲王和苏发努冯亲王于10月12日召开了临时国民议会，通过临时宪法，建立以披耶·坎冒为领导的老挝临时抗战政府。10月20日，临时国民议会投票通过废黜国王西萨旺·冯。11月10日，国王西萨旺·冯表态接受临时抗战政府的管辖。
1946年4月24日，法国殖民军占领万象，宣布西萨旺·冯为国王。5月24日占领琅勃拉邦，重新控制了老挝。1946年8月27日，法国与老挝签订临时条约，老挝获得了在印度支那联邦内的自治。
1947年3月，作为伊沙拉军总司令、伊沙拉临时政府外交部长兼国防部长的苏发努冯亲王率军在老挝北部向法国殖民军发起进攻，结果惨败。1947年底，苏发努冯亲王从泰国返回老越边境，选择与越南独立同盟会联合起来抗法救国，成立“寮国解放委员会”。1949年5月16日，“伊沙拉”一致投票决定解除苏发努冯亲王的所有职务。1949年7月19日，老挝王国政府与法国在巴黎签约，确立老挝为法兰西联邦内的独立国家。寮国自由民族统一战线(“伊沙拉”)的很多人就认为老挝已经取得了独立，纷纷从境外流亡返回了万象，在王国政府里担任要职。但佩差拉亲王与苏发努冯亲王认为王国政府不过是法国殖民者手里的傀儡玩具，选择抗战到底直到老挝彻底独立。1949年10月24日，伊沙拉阵线因为大分裂而宣告解散。
1950年8月13日，苏发努冯亲王重建了老挝自由民族统一战线 (“伊沙拉”)。寮国，即巴特寮（Pathet Lao），其中Pathet表示国家、土地之意，Lao则指老挝。1950年8月13日至15日召开了第一届寮国全国人民代表大会，总结了五年的抗战工作，选出了以苏发努冯亲王为首相兼外交部长的“寮国抗战政府”、，以及以苏发努冯亲王为主席、富米·冯维希为总书记的老挝自由民族统一战线中央委员会。寮国抗战政府副首相兼内务部长富米·冯维希，国防部长凯山·丰威汉，财政部长诺哈·冯沙万。 
巴特寮以尽可能吸引、分散老挝境内法军为目的，于1953年4月、12月与1954年1月发起了三次进攻。1953年4月，一支由越南人武元甲指挥的，由40000士兵组成的越盟的越南人民军入侵了老挝东北部，其中包括苏发努·冯亲王领导的2000士兵组成的巴特寮成员，此次入侵的目的在于夺取琅勃拉邦和石缸平原。他们受到了由10000名士兵和3000名法国正规军组成的老挝军队的抵抗，北越成功占领了毗邻越南北部位于石缸平原东北部边缘的蓬沙里省和桑怒省。 随后他们继续前进并允许杂乱的巴特寮部队占领该地。 1953年4月19日，苏发努·冯亲王将巴特寮的指挥部迁到了桑怒市。另一支部队从奠边府沿河向琅勃拉邦进军，但他们遭遇了雨季和法军的顽强抵抗。1953年10月22日,签订了《法国老挝亲善与合作条约》，除了法国继续控制其军队之外的其他权利转移给老挝王家政府。1954年日内瓦会议开幕前，巴特寮已经控制了老挝五分之四国土，王国政府军仅控制湄公河谷地区。
1955年3月22日，根据印度支那共产党第二次代表大会（1951年2月召开）关于三国（越南、老挝、柬埔寨）分别建立自己的共产党、各自领导本国革命的决议，印度支那共产党老挝籍党员25人召开大会，成立了老挝人民党，主要领导人是苏发努冯亲王、凯山·丰威汉、诺哈·冯沙万、坎代·西潘敦、富米·冯维希。
1956年1月6日，寮国自由民族统一战线改组并扩大为老挝爱国战线，并召开了第一次全国代表大会。老挝人民党处于不公开状态，一切活动均由老挝爱国战线名义出面参与政治活动。
1959年，在苏发努冯的命令下，巴特寮军队拒绝进入皇家老挝陆军的编制。于是，苏发努·冯和他的参谋一同被逮捕入狱。两支巴特寮军队带着家人、动物和装备连夜逃走，躲过了炮火的攻击。5月23日，苏发努·冯也和同伴成功脱逃。。
1961年1月1日起，由巴特寮、贡勒带领的中立主义者、以及越南人民军组成的新同盟开始了将9000人的皇家老挝陆军逐出石缸平原的行动并在最后获得成功。1月3日，老挝皇家空军进行了第一次出击，与掩护贡勒撤退到石缸平原的越南人民军和巴特寮交战。此时蘇聯空軍也持续将重型武器运进老挝以补充先前运来的轻型武器。1月7日，北越又增加了4个营的兵力，其中两个营很快在通往万象的7号路线上遭遇冲突，另一个营进入石缸平原南部开始作战。 1月15日，越南人民军第925独立旅全部到达老挝支援巴特寮和贡勒带领的中立主义者结成的联盟。
老挝爱国战线于1964年4月召开第二次全国代表大会。
老挝爱国战线于1968年10月召开第三次全国代表大会。
1972年，老挝人民党改称老挝人民革命党。
1973年，根据巴黎和平協約的规定，美国从老挝撤退。该条约并没有要求北越撤出其武装力量。皇家老挝政府不得不接受巴特寮加入政府，老挝的权力天平逐步偏向巴特寮。1974年5月，苏发努·冯为国家重建提出了18点计划，并获得了一致通过，这也象征了他不断提高的统治地位。这项计划包括自由选举、民主权利、尊重宗教和建设性的经济政策，大多都没有引起争议。但是以“国家统一”为由提出的新闻审查制度使得非共力量很难组织来应对巴特寮对国家的逐渐接管。1975年1月，所有的公众集合和游行示威被禁止。认识到事态发展的趋势，有影响力的商人和政治人物开始将财产转移到泰国、法国和美国。其中部分人也离开老挝前往泰国、法国和美国。1975年3月，巴特寮所控制的部队在北越重武器和其他部队的支援下开始在石缸平原向西挺进。4月下旬，巴特寮占领了政府位于Sala Phou Khoum十字路口的前哨，打通了巴特寮前往Muang Kassy的13号公路。随后集会游行在万象爆发，他们指责政府右派，要求政权更迭。右派大臣从政府辞职逃离老挝，皇家老挝陆军的高级指挥官也纷纷流亡。巴特寮官员接任国防部长，消除了军队抵制巴特寮接管的可能。首相梭发那·富马由于担忧进一步的冲突以及深信苏发努·冯对于温和政策的承诺，下令不许抵抗巴特寮。美国也开始撤出它的外交人员。5月，巴特寮部队进入老挝南部的主要大城市，并在7月上旬占领了琅勃拉邦。随着大多数曾与美国合作的商界人士、政府官员以及其他人员都争着将他们的家庭和财产通过湄公河转移到泰国，恐慌在万象爆发。王宝在认识到失败后带领他的几千苗族士兵和家庭开始流亡，最终大约有全老挝苗人的三分之一离开了老挝。8月，巴特寮部队进入了几乎荒废的万象夺取全国政权。
最初的几个月，巴特寮履行他们对温和政策的承诺。联合政府的外表被保留下来，没有逮捕和摆样子公审，私有财产也被尊重保护。尽管美国中断援助，老挝和美国的外交关系保留了下来。其他西方国家继续对老挝提供援助，苏联和东欧技术人员开始来到老挝代替离开的美国。然而12月，政策突然发生了急剧的变化。政府和参议会举行了联合会议，苏发努·冯在会上要求立即改变，他的要求没有任何反对。1975年12月2日国王萨旺·瓦达同意退位，梭发那·富马也从政府辞职。老挝人民民主共和国宣告成立，苏发努冯亲王担任首任国家主席，凯山·丰威汉从幕后走出，担任总理和国家的真正统治者，巴特寮成功的夺取了老挝的政权。老挝人民革命党在建立人民政权以后提出了新阶段革命任务，即是：“彻底完成民族民主革命阶段遗留下来的各项任务”，“不通过资本主义发展阶段，把老挝建设成为一个和平、独立、民主、统一和社会主义的国家”。
老挝人民革命党于1979年2月在万象举行了老挝全国统一战线大会，决定把老挝爱国战线改名为老挝建国阵线。